# Траттория

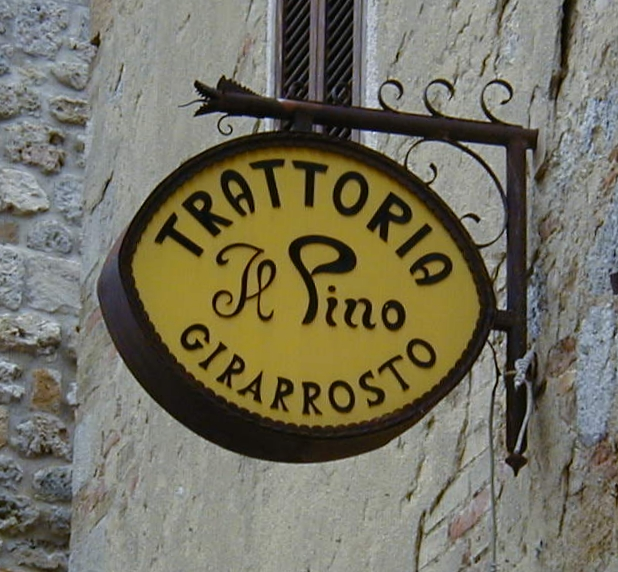
Вывеска траттории в Тоскане.

Траттори́я (итал. trattoria) — тип итальянского ресторана (харчевня) с соответствующей кухней.
Траттория отличается от классического ресторана относительно небольшим набором блюд, «домашней» кухней, упрощённым сервисом и ориентацией на постоянную (в том числе семейную) клиентуру. Также для траттории характерна менее формальная, более «домашняя» обстановка, но всё же более официальная, чем в остерии.